# Lawson (banda)
Lawson es una banda británica surgida en Londres e integrada por Andy Brown (guitarra y voz), Ryan Fletcher (guitarra baja y coros), Joel Peat (guitarrista y coros) and Adam Pitts (batería). Su álbum debut, Chapman Square, fue lanzado el 22 de octubre de 2012 y acanzó el número 4 en las listas. Sus dos primeros sencillos "When She Was Mine" y "Taking Over Me", alcanzaron el top 5, con su tercer sencillo "Standing in the Dark", alcanzaron el 14 de octubre de 2012 el top 10. Su cuarto sencillo, Learn to Love Again, debutó en el número 28, luego subió al número 15 el 27 de enero y subió nuevamente hasta el número 13 el 15 de febrero.

## Carrera musical
Después de terminar en el BIMM Brighton (Instituto Brighton de Música Moderna), El baterista Adam Pitts inició la búsqueda de un cantautor. Él contactó a Andy Brown, el solista, por medio de su página acústica de Myspace, y solo tres meses después, el dúo se conoció en Londres tomándose una bebida y decidieron formar el grupo. Brown introdujo a Ryan Fletcher, quien él había conocido previamente unos pocos años antes en la Academia de Música Contemporánea. Ryan entonces trajo al guitarrista Joel Peat, a quien Ryan conoció en la adolescencia, para completar la alineación del grupo.
La banda inició grabando material a principios de 2010, y su sencillo debut, "When She Was Mine",  se volvió uno de los vídeos musicales más vistos en tan solo una semana en Youtube. Pronto iniciaron conciertos en el Reino Unido, incluyendo en el Wireless Festival y el Ultrasound Festival.

### 2011-2012:Progreso
En 2011, la banda creó su corriente principal de progreso después de volverse teloneros de la banda británica de pop The Wanted, en su primer tour, The Behind Bars Tour. Lawson volvió a tocar para The Wanted en su segunda gira musical, #TheCode Tour. En una entrevista, la banda habló In Demand que ellos encontraron trabajando con The Wanted mucha inspiración: "Los chicos de The Wanted son grandiosos, y los queremos; nos hemos vuelto tan cercanos y realmente nos vimos en los tour; pero ellos también nos jugaron muchas bromas". Lawson ha declarado que viendo las interpretaciones de The Wanted les da algo para aspirar, porque vieron su crecimiento en menos de un año, especialmente en Estados Unidos. "Los muchachos de The Wanted son grandiosos; ellos son absolutamente increíble para nosotros. Cantamos en los tours de teatros y en los tours en arenas con ellos, así que hemos visto que en un año han ido de teatros a arenas y ahora bien en estadios. Es inspirador y todos ellos son muchachos simpáticos!" El 8 de septiembre de 2011, fue anunciado que la banda había sido firmada para Polydor Records, con dos álbumes. Después de la firma, Lawson fue elegida para abrir actos como los de Will Young, Avril Lavigne, y como habían declarado antes, nuevamente para The Wanted, Siguiendo su éxito, la banda también apoyó a sus futuros compañeros The Saturdays en su 'All Fired Up' tour en otoño de 2011.  La banda interpretó sus propias canciones en enero de 2012, y en junio de 2012 apoyaron a Westlife en las fechas finales de su farewell tour en Croke Park, Dublin. La banda también fue añadida en la alineación de T in The Park el 2012.

### 2012 - presente:Chapman Square
El primer sencillo de la banda, "", fue lanzado el 27 de mayo de 2012, llegando de #4 al UK Singles Chart. Siguiendo el éxito del sencillo, la banda tomó su segundo tour, en el cual visitaron lugares como Glasgow, Sheffield, Nottingham, Leeds, Londres y Birmingham. El segundo sencillo de la banda, "Taking Over Me", fue lanzado el 5 de agosto de 2012, posicionándose en el #3 de el UK Singles Chart. En apoyo del sencillo, la banda apareció en el concierto de Blackberry Summer Daze en agosto de 2012. En ese entonces, la banda anunció un Hometown Tour, en el cual visitarían las ciudades natales de los miembros de la banda. Este tendría cinco fechas, comenzando el 31 de octubre de 2012 en Liverpool y terminando el 6 de noviembre de 2012 en Londres. En Septiembre de 2012, la banda anunció el lanzamiento de su tercer sencillo, "Standing in the Dark", el cual estaría disponible para descargar el 14 de octubre de 2012. Luego del anunció la banda reveló que su álbum debut, Chapman Square, sería lanzado el 22 de Octubre del mismo año.
El guitarrista Joel Peat dijo del álbum: "Todos estamos muy alegres por el lanzamiento de nuestro álbum debut, hemos estado construyéndolo en el pasado por casi cuatro años, y el título del álbum es especial para nosotros, porque es el primer lugar donde nosotros tocamos juntos como una banda. Salir en tours para apoyar al álbum también es grandioso. Los shows en nuestras ciudades natales son la manera perfecta de celebrarlo. Interpretarlo en vivo es lo que más amamos, así que presentarnos en los lugares donde crecimos es muy especial". Lawson ha citado a muchos como sus inspiraciones para su álbum debut, incluyendo a John Mayer y Taylor Swift. Así mismo, Swift es una fan de la banda, tomando de su tiempo para ver su interpretación en la Capital FM Jingle Bell Ball y citando a "Standing In The Dark" como su canción favorita. El 22 de octubre de 2012, Lawson lanzó Chapman Square posicionándose como  #4 en el UK Albums Chart. Ellos anunciaron que el cuarto sencillo de Chapman Square sería Learn to Love Again y lo lanzarían en febrero. En ese entonces se posicionó de número 15 en el UK Singles Chart. Lawson estuvo nominado para los Kids Choice Awards 2013.
En julio de 2013, la banda lanzó su primer sencillo Brokenhearted perteneciente a su álbum Chapman Square / Chapter II, con el rapero estadounidense B.o.B, el cual alcanzó el número seis en el Reino Unido. B.o.B voló al Reino Unido para interpretar Brokenhearted con la banda en el estadio de Wembley para el Capital FM Summertime Ball. La banda anunció su segundo sencillo, Juliet, durante una gira por los EE.UU., por segunda vez en 2013. La pista fue lanzada el 13 de octubre de 2013. La modelo y actriz británica Kelly Brook interpreta al personaje principal en el vídeo. La banda se incluyó en el Festival iTunes 2013, como teloneros de Jessie J. Lawson comenzó su gira más grande hasta la fecha, el Everywhere We Go Tour, en septiembre de 2013. La versión de su álbum debut titulado Chapman Square / Capítulo II fue lanzada el 21 de octubre de 2013. La reedición contó con  doce de las canciones de la edición estándar de la Chapman Square (aunque no la totalidad de las dieciséis de la edición de lujo), además de seis nuevas canciones. La edición de lujo del capítulo II incluye un segundo disco con canciones acústicas y un cortometraje gira.